# Ochsenbruch (Templiner Gewässer)
Das Ochsenbruch südlich des Gotts Sees ist der Quellgrund des diesem See entfließenden Templiner Gewässers. Er gehört historisch und verwaltungsmäßig zur Uckermark, wird aber auch der Schorfheide zugerechnet und ist Teil des Biosphärenreservates Schorfheide-Chorin. Die sich von dem See nach Süden und Osten erstreckende flache Mulde ist über 0,7 km² groß. Ihr Umriss entspricht großenteils von der 60-Meter-Höhenlinie. Sie wird von der Bahnstrecke von Templin nach Eberswalde durchschnitten. Der südlich der Bahn gelegene kleinere Teil wird durch den schon vor dem Verkehrsweg angelegten tief eingeschnittenen Ochsenbrucher Graben zum Lübelowsee im Einzugsgebiet des Lübbesees entwässert. Der Abfluss des mehr als 0,6 km² großen nördlichen Teils in den Gotts See wird seit der zweiten Hälfte des 20. Jahrhunderts durch ein Schöpfwerk des landwirtschaftlichen Grundeigentümers forciert. Das Wasser läuft aber auch in den Gotts See, wenn das Schöpfwerk außer Betrieb ist. Es gibt einen Überlaufgraben vom nördlichen zum südlichen Teil, der aber nur sehr selten fördert. Beide Flächen werden als Grünland genutzt.
Koordinaten: 53° 5′ 2,8″ N, 13° 40′ 50,5″ O